# Vivigani Ardune Conservation Park
Vivigani Ardune Conservation Park är en park i Australien. Den ligger i delstaten South Australia, omkring 270 kilometer sydost om delstatshuvudstaden Adelaide.
Trakten runt Vivigani Ardune Conservation Park är nära nog obefolkad, med mindre än två invånare per kvadratkilometer.. Närmaste större samhälle är Lucindale, nära Vivigani Ardune Conservation Park.
Trakten runt Vivigani Ardune Conservation Park består till största delen av jordbruksmark. Genomsnittlig årsnederbörd är 688 millimeter. Den regnigaste månaden är juni, med i genomsnitt 124 mm nederbörd, och den torraste är december, med 12 mm nederbörd.